# Skeduz
Skeduz est un groupe de musique bretonne, fondé en 1994, en plein dans la vague de renouveau des festoù-noz en Bretagne menée par le groupe Ar Re Yaouank.

## Biographie
Le groupe a été fondé à Melrand, dans le Morbihan, en 1994 par Yvon Lefebvre, Nicolas Quemener, Laurent Dacquay, Dédé Thomas et Ronan Pellen. Le nom Skeduz (de skedus, brillant  ou éclatant en breton) est un hommage au groupe de musique bretonne Glazar Skeduz créé par Dédé Thomas, avec Job Fulup et Gérard Lavigne, dans les années 1970. Au cours des sept années suivant sa formation, Skeduz réalise en moyenne 70 concerts/fest-noz par an et enregistre deux albums, Rag Ar Plinn et Couleur/Livioù, respectivement en 1997 et 1999. En 2001, les membres du groupe décident de faire une pause, mais l'ensemble se reforme finalement en 2006, cette fois ne réalisant plus que quelques concerts par an. Erwan Hamon et Pierre Droual les rejoignent, et ils sont dorénavant 7 sur scène.
Mêlant compositions et thèmes traditionnels, le groupe tire des influences de la musique irlandaise et s'est inspiré d'autres groupes comme Skolvan, notamment pour les arrangements, afin d'harmoniser l'ensemble biniou, bombarde et cordes.

## Composition du groupe

### Membres actuels
- Nicolas Quemener : guitare
- André "Dédé" Thomas : biniou kozh
- Ronan Pellen : cistre
- Hilaire Rama : guitare basse
- Erwan Hamon : bombarde depuis 2007
- Pierre Droual : violon depuis 2009
- Stéphane Sotin : batterie, percussions

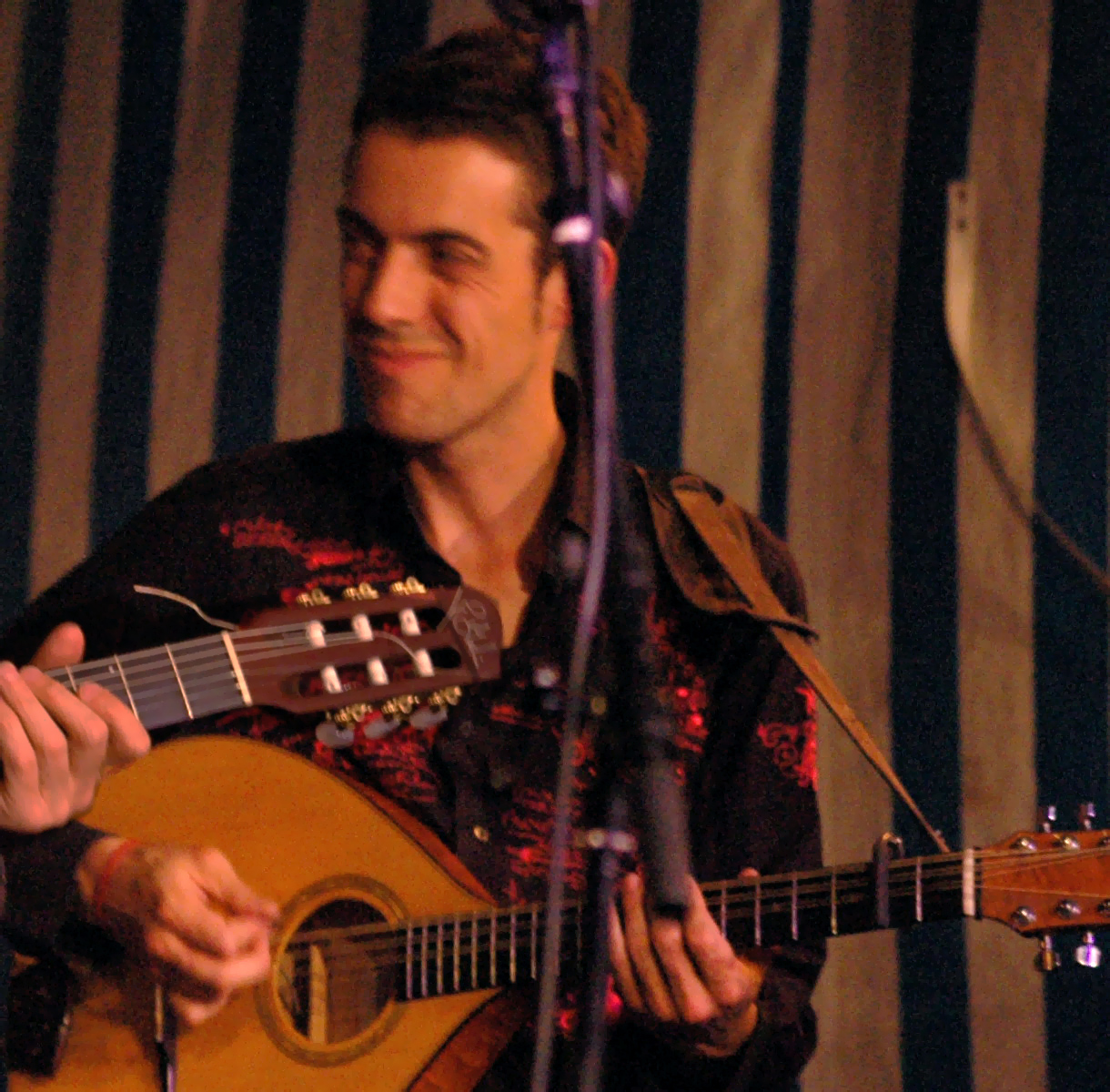
Ronan Pellen
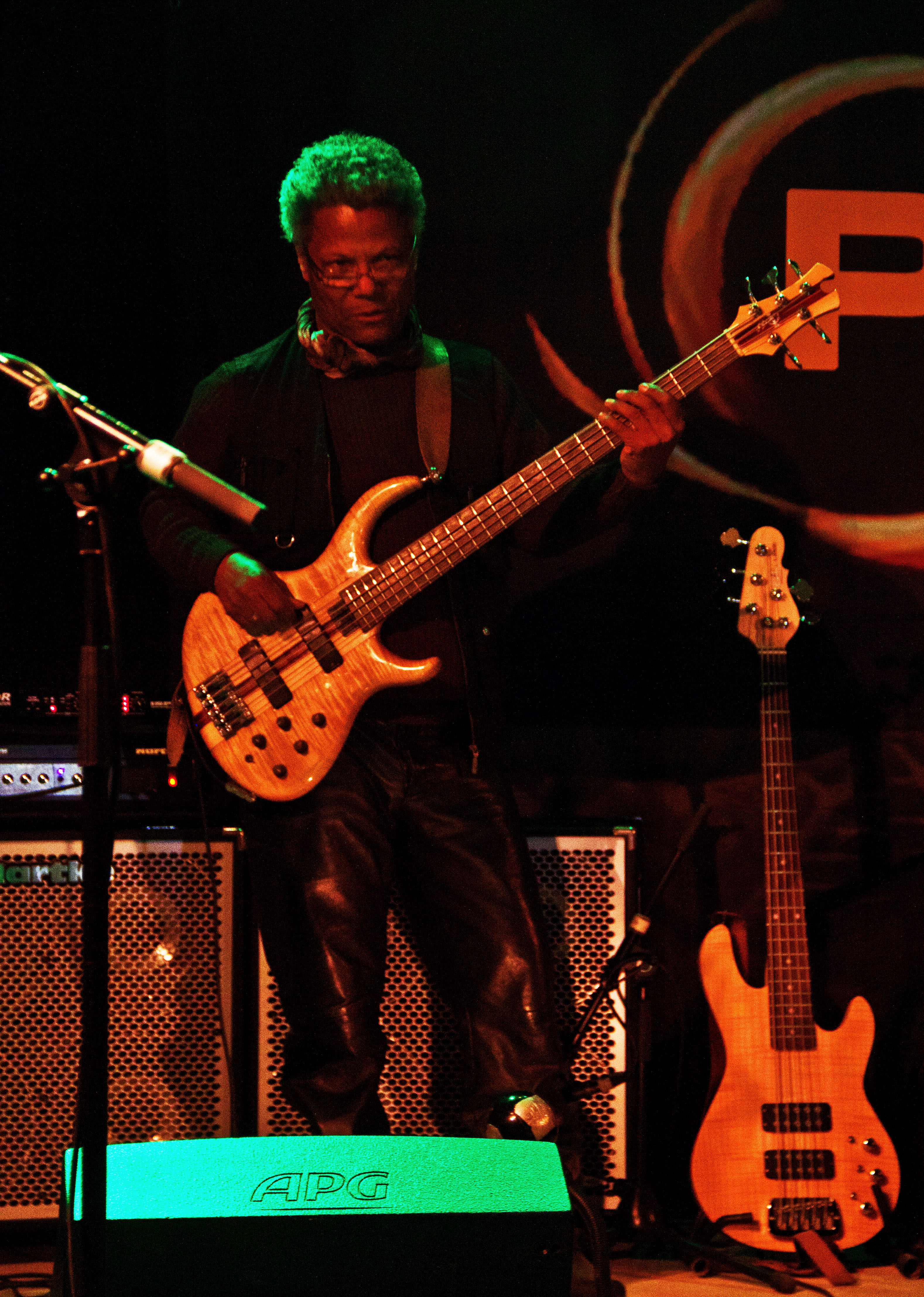
Hilaire Rama
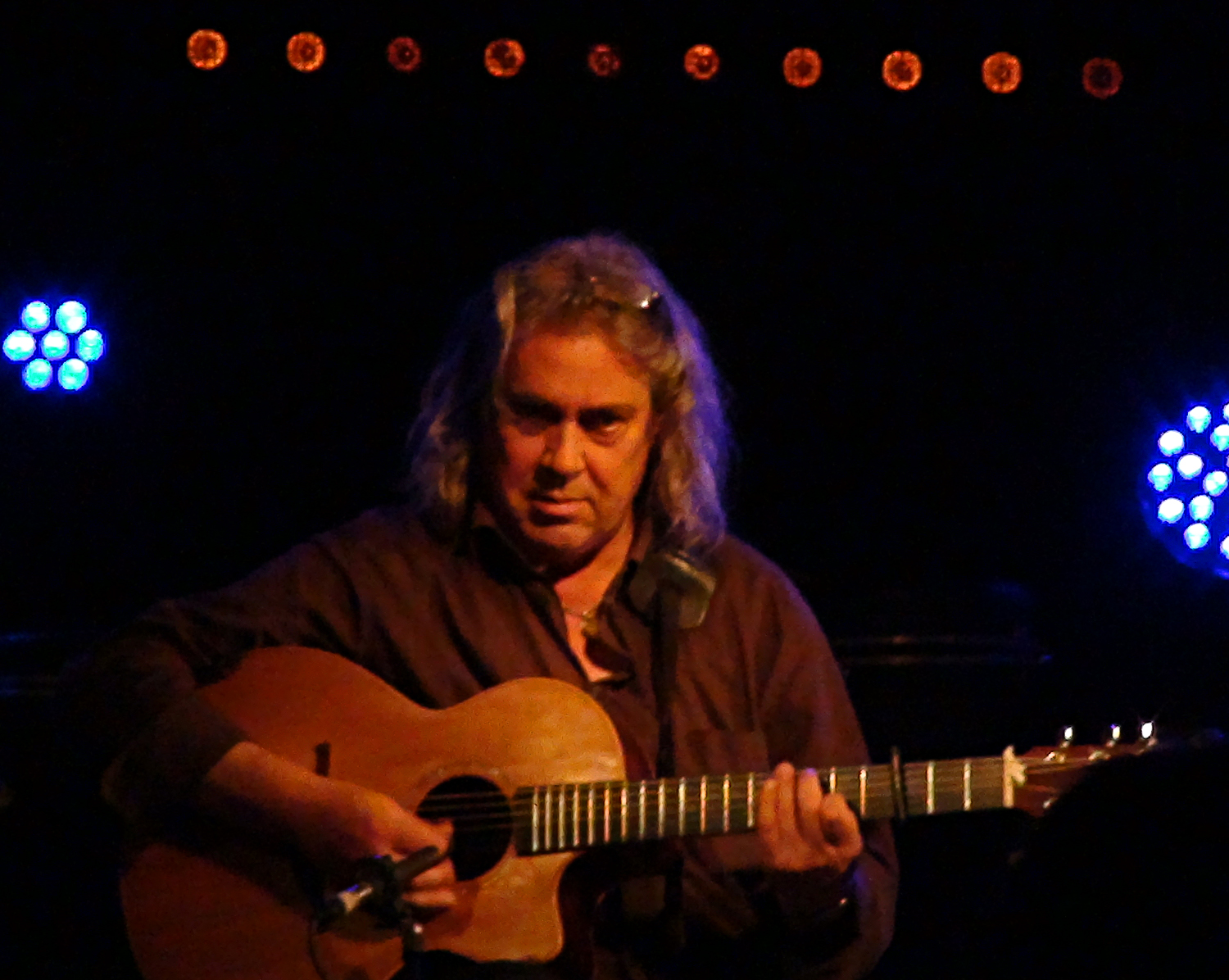
Nicolas Quemener
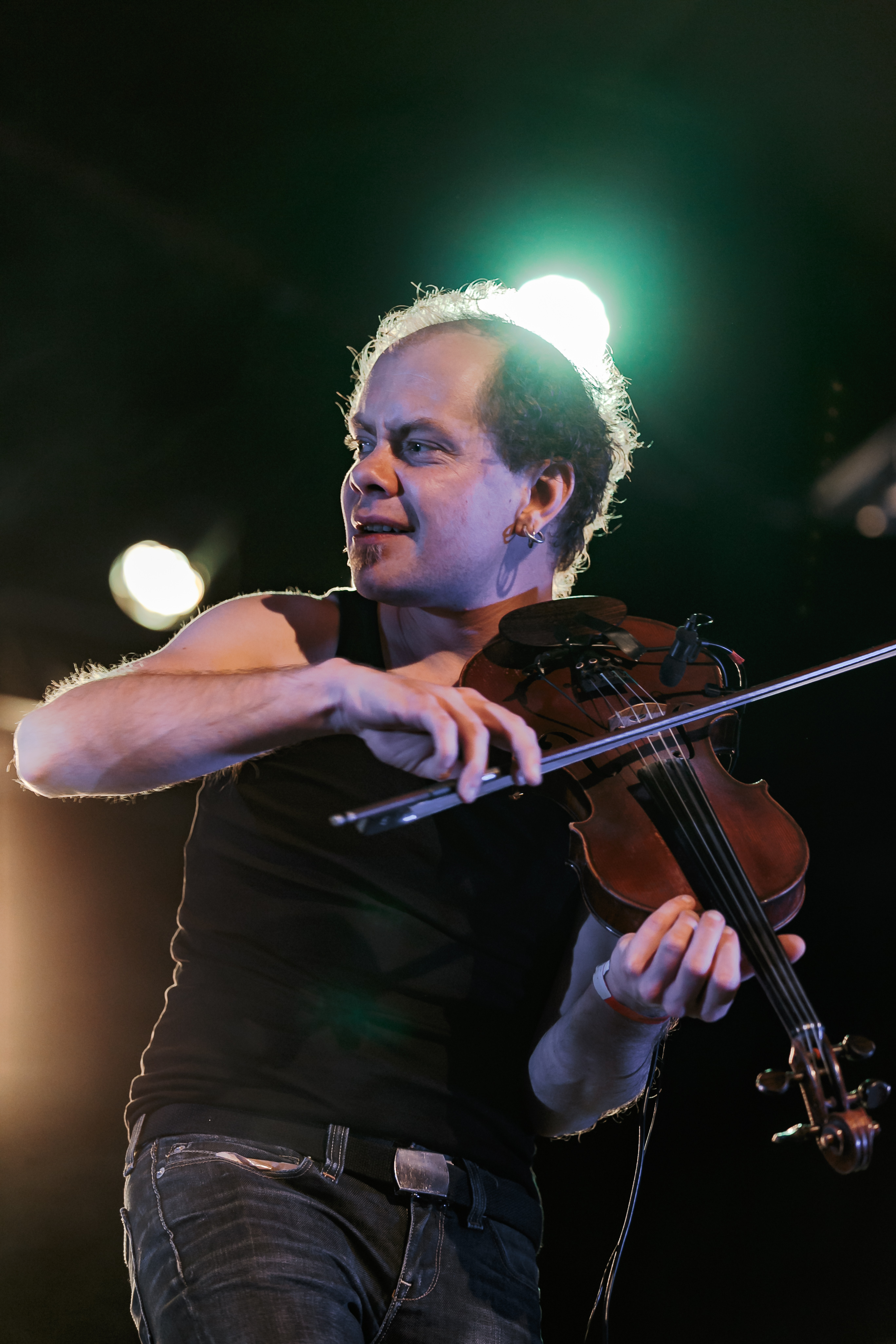
Pierre Droual

### Anciens membres
- Yvon Lefebvre : bombarde jusqu'en 2001
- Laurent Dacquay : violon jusqu'en 2008
- David Hopkins : percussions

## Discographie
- 1997 : Rag Ar Plinn, chez Keltia Musique
- 1999 : Couleurs Livioù, chez Keltia Musique